# 华金·欧弗拉西奥·古斯曼
华金·欧弗拉西奥·古斯曼（Joaquín Eufrasio Guzmán）是萨尔瓦多的总统（1845年2月15日—1846年2月1日）。
这个中美洲政治家1801年生于哥斯达黎加卡塔戈，约1875年死于萨尔瓦多圣米格尔。在终结联邦和中右翼政党的战争中，加入前方成为中校。在1844年他被选为萨尔瓦多副总统，与危地马拉宣布战争时，古斯曼成为代理总统，而马莱斯平指挥军队。马莱斯平与尼加拉瓜开战，古斯曼宣布反对他，1845年2月15日马莱斯平被废黜，古斯曼继任。马莱斯平从洪都拉斯领军入侵，但遭到失败和暗杀。作为回报，议会授与他将军军衔，他主张自由选举，在1848年宣布他继任阿吉拉（Aguilar）。他多次当选为立法议会议员，国务委员会委员。 
| 前任： 弗朗西斯科·马莱斯平 | 萨尔瓦多总统 1845年—1846年 | 繼任： 费尔明·帕拉西奥斯 (代理) |